# Roll Out Solar Array

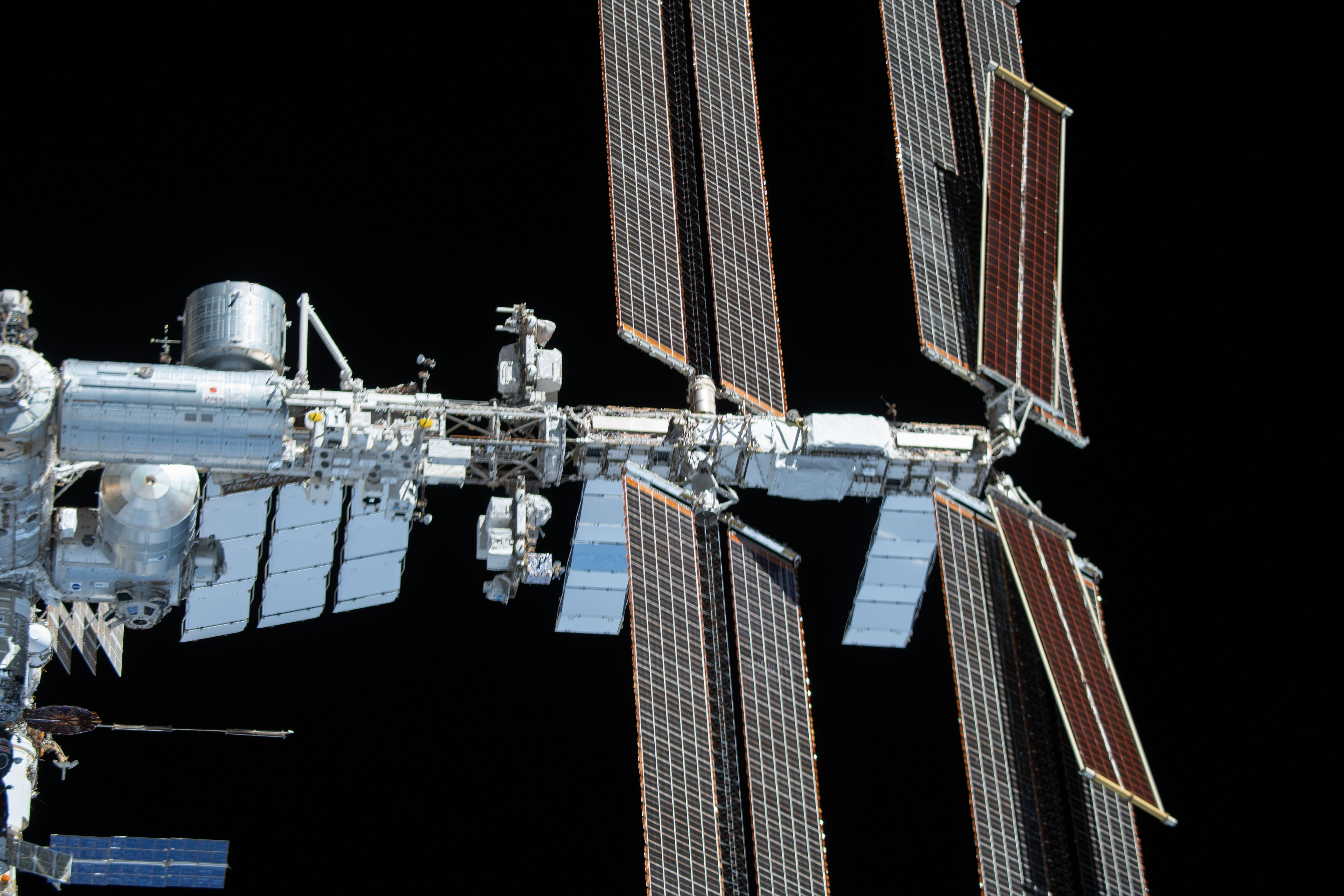
iROSA-Module der ISS

ROSA wird ausgerollt (Zeitraffer)

Ein Roll Out Solar Array (kurz ROSA) ist eine leichte und flexible Solarstromanlage, die vom US-amerikanischen Unternehmen Redwire für den Einsatz auf Raumfahrzeugen entwickelt wird. Das Solarmodul kann aufgerollt und so platzsparend für den Start verstaut werden. Es ist eine kostengünstige Alternative zu herkömmlichen Solaranlagen, da der aufrollbare Ansatz für niedrige Kosten und wenig Platzverbrauch beim Transport sorgt. So wird zum Beispiel kein Motor zum Entfalten verwendet, sondern der Entfaltungsmechanismus in die Struktur der Solarzellen integriert.
Eine Version der ROSA, die ISS Roll Out Solar Array (kurz iROSA), wird speziell für die Internationale Raumstation hergestellt. Die iROSAs werden vor den älteren Solarmodulen ausgerollt und steigern so die Erzeugung von Strom auf der ISS.

## Geschichte
Im Jahr 2009 erhielt das US-amerikanische Unternehmen Deployable Space Systems (DSS) im Rahmen des Small Business Innovation Research der NASA eine Finanzierung für die Entwicklung von ROSA. Für die zweite Phase, die von 2010 bis 2016 dauerte, war ein Vertrag im Wert von etwa drei Millionen USD angesetzt. Darauf folgten weitere 20 Förderungen für ROSA. Im Rahmen des „Game Changing Development“-Programms des Space Technology Mission Directorate der NASA wurde ROSA bis hin zur Entwicklung eines funktionsfähigen Prototyps weiterentwickelt. Kurz darauf wurde im Rahmen der Technologie-Demonstrationsmissionen von STMD erste Tests auf dem Boden durchgeführt.

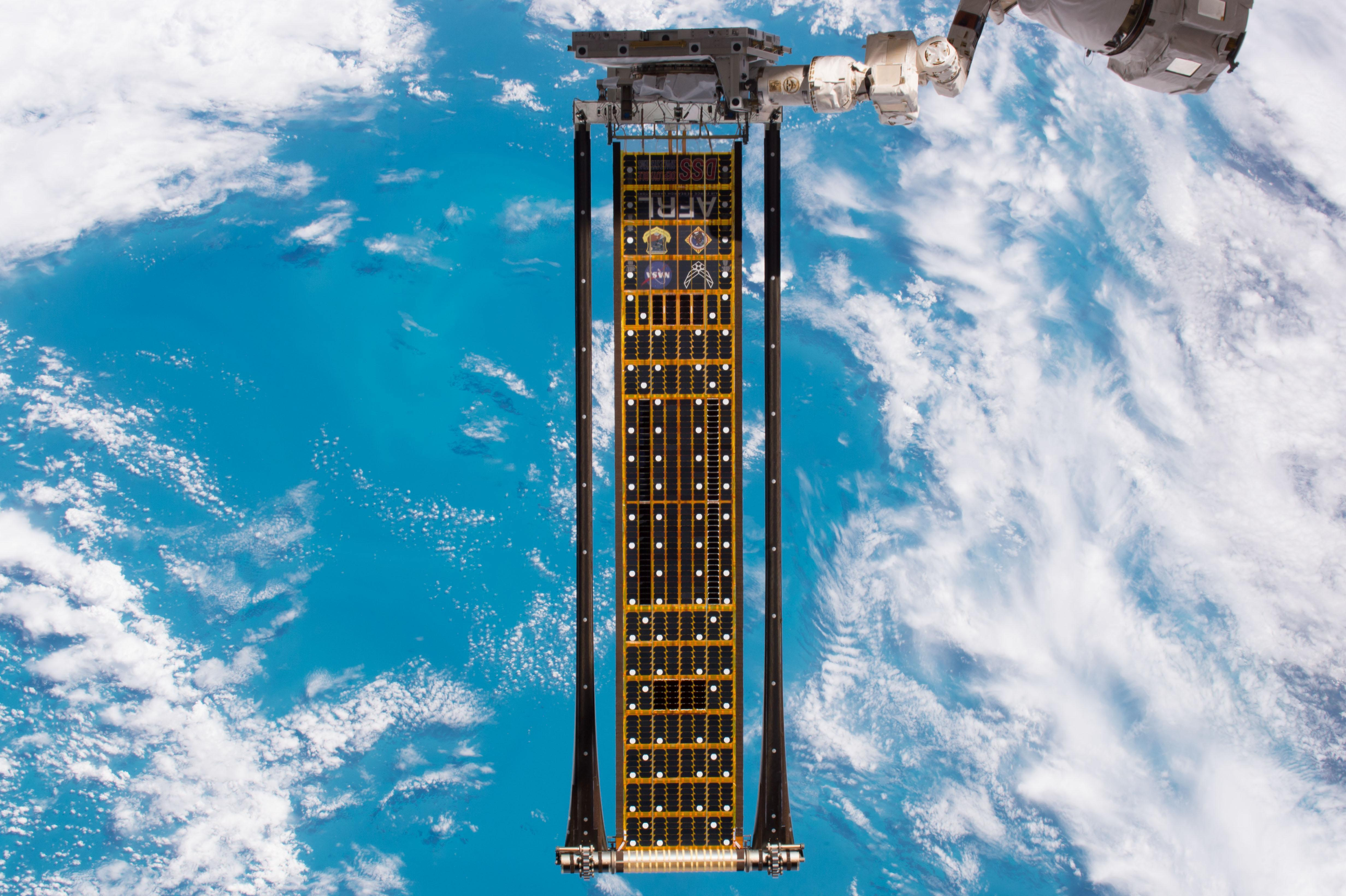
Experimentelles ROSA an der ISS

In Zusammenarbeit mit dem Air Force Research Laboratory (AFRL) führte DSS im Juni 2017 eine erfolgreiche Technologie-Demonstration auf der Internationalen Raumstation durch. Am 17. und 18. Juni 2017 hat die Besatzung der ISS das Roll Out Solar Array (ROSA) aus dem Dragon von SpaceX geholt. Das Solarmodul wurde am 18. Juni entfaltet und die 1,6 Meter breiten Flügel ausgefahren. Nach Abschluss der Tests gelang es nicht, ROSA wieder zusammenzufalten. Das Solarfeld wurde daher am 30. Juni nach dem 12-tägigen Test von der Internationalen Raumstation abgeworfen.
Im Jahr 2019 erhielt das DSS eine zusätzliche Finanzierungsmöglichkeit durch das Civilian Commercialization Readiness Pilot Program (CCRPP) der NASA, das sich auf die Beschleunigung der Entwicklung bis zur Markteinführung oder Kommerzialisierung konzentriert.
Am 23. Februar 2021 gab Redwire bekannt, Deployable Space Systems zu übernehmen. Redwire wurde im Juni 2020 von AE Industrial Partners gegründet. Die Entwicklung von ROSA führt das Unternehmen fort.

## Funktion
ROSA nutzt Verzerrungsenergie, um sich zu entfalten. Daher sind keine Motoren oder andere komplexe Mechanismen benötigt. Dabei bilden die storable tubular extendible members (STEM) die Grundstruktur der Solarmodule. Sie bestehen aus einem dünnen Verbundlaminat aus kohlenstofffaserverstärktem Epoxidharz, das flexibel genug ist, um flach auf einen zylindrischen Spanndorn aufgerollt werden zu können. Die STEMs spannen das sogenannte Integrated Modular Photovoltaic Blanket Assembly, welches die Anbringung von verschiedenen Solarzellen ermöglicht.
Die ROSAs leisten üblicherweise 100–120 W/kg und etwa 40 kW können auf einem Kubikmeter in eingefahrener Form verstaut werden. Weiterhin bietet Redwire verschiedene Ausführungen der Solarmodule an, die je nach Einsatz angepasst werden können. So sind die ROSAs in der Größe skalierbar. Redwire gibt an, dass sie von 1 bis 40 kW liefern, während in sogenannten Mega-ROSA-Konfigurationen mehr als 400 kW erzeugt werden könne.

## Nutzung

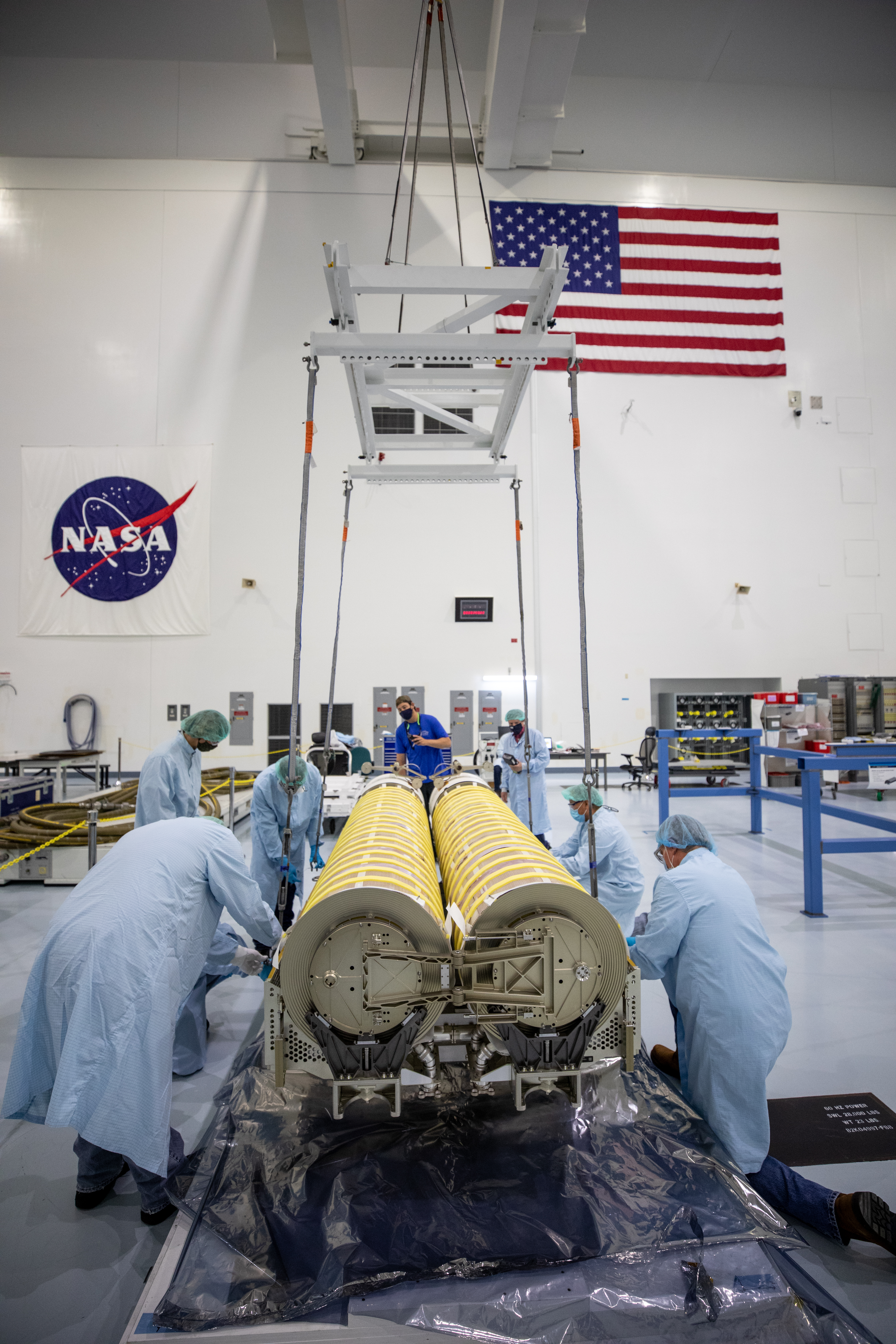
Herstellung von iROSAs in der Space Station Processing Facility des KSC

### Internationale Raumstation
Im Januar 2021 gab die NASA bekannt, dass man plane, die Solarstromerzeugung auf der ISS zu verbessern. Die neuen Solarmodule dafür wurden auf Grundlage der ROSAs von DSS entwickelt. Die ursprüngliche Solaranlage, die im März 2009 fertiggestellt wurde, brachte anfänglich eine Leistung von 240 Kilowatt. Jedoch wurden diese im Lauf der Jahre geschädigt, sodass sie nur noch 160 Kilowatt erzeugen können. Die neuen iROSAs ersetzen die alten Solarmodule jedoch nicht, sondern ergänzen die Leistung auf 215 Kilowatt. Bei insgesamt 15 Außenbordeinsätzen wurden Kabel verlegt, Modifizierungskits an der Integrated Truss Structure angebracht und drei iROSA-Paare an der ISS installiert. Die ursprünglichen sechs iROSAs sollen durch ein weiteres Paar ergänzt werden. Ursprünglich war geplant, sechs iROSAS an den Leistungskanälen 2B und 4B auf dem P6-Träger, 4A auf dem P4-Träger, 1A und 3A auf dem S4-Träger und 3B auf dem S6-Träger zu installieren. Eine Prüfung der NASA 2022 führte jedoch dazu, dass man 2A und 3B zurzeit nicht benutzt. Stattdessen wurden die Leistungskanäle 2A auf dem P-4-Träger und 1B auf dem S-6-Träger ausgewählt. Jedoch werden 2A und 3B voraussichtlich für das vierte Paar der iROSAs verwendet werden.

#### 2B/4B

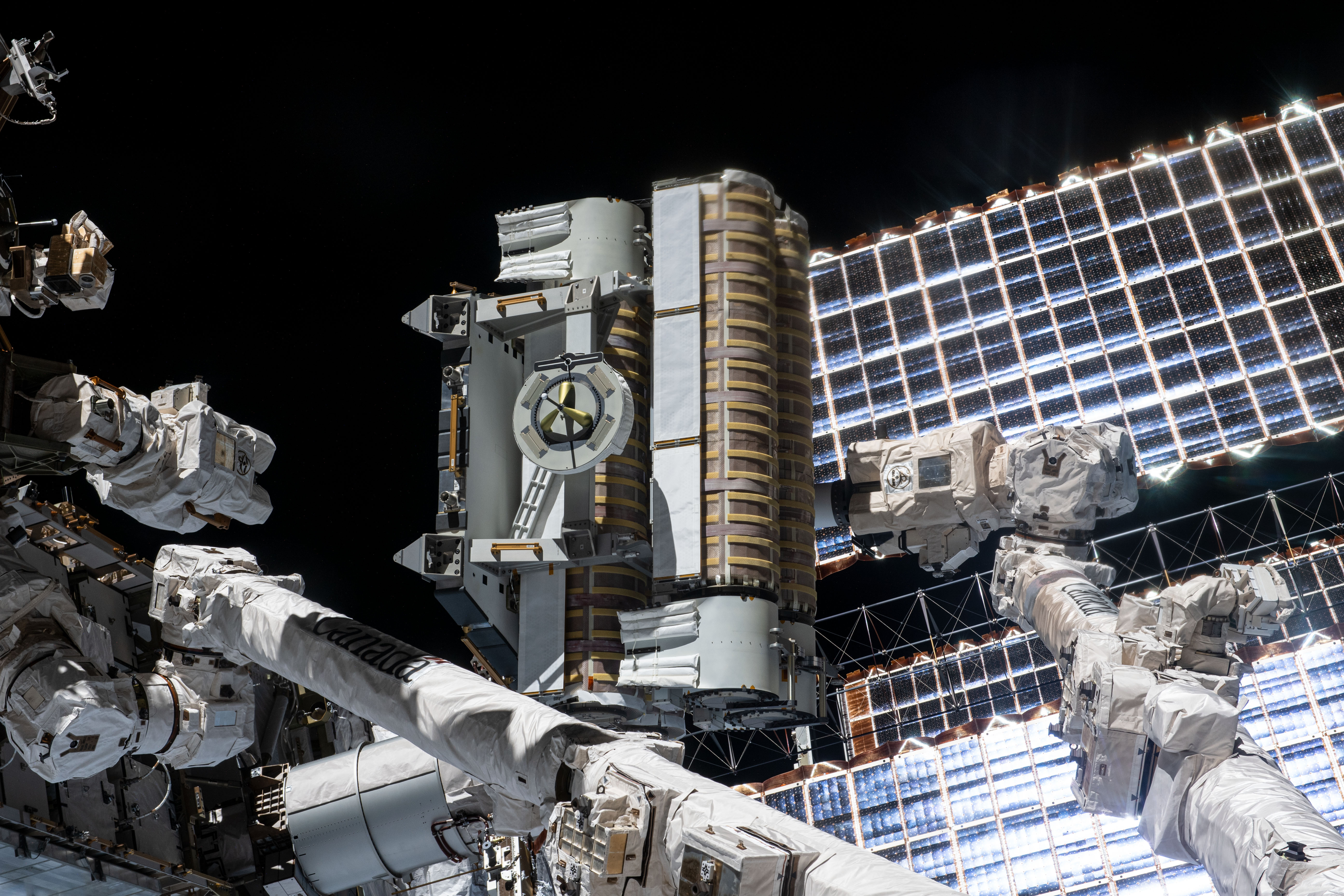
iROSA am Canadarm2 vor der Installation

Im Februar und März 2021 führten Kate Rubins, Victor Glover und Soichi Noguchi im Rahmen der Expedition 64 zwei EVAs, um Modifizierungskits am P6-Träger zu installieren. Ein Weltraumspaziergang am 16. Juni durch die Mitglieder Shane Kimbrough und Thomas Pesquet der ISS-Expedition 65 zur Anbringung eines iROSA auf dem 2B-Energiekanal verlief erfolgreich, bis ein Raumanzugcomputer eine Fehlfunktion aufwies und das iROSA-System technische Probleme bei der Entfaltung hatte, sodass der Weltraumspaziergang nach 7 Stunden und 15 Minuten vorzeitig abgebrochen wurde. Nach dem fehlgeschlagenen Versuch wurde am 20. Juni das erste iROSA, an der ISS angebracht. Das zweite Modul folgte mit einer Anbringung an 4B am 25. Juni.

#### 3A/4A
Im September 2021 installierten Pesquet und Aki Hoshide ein Modifizierungskit für den Stromkanal 4A am P4-Träger der Station. Den Stromkanal 3A auf dem S4-Träger modifizierten im März 2022 Kayla Barron und Raja Chari. Jedoch wurde die Installation der dazugehörigen iROSAs nach einem Vorfall verschoben, bei dem Wasser in den Helm eines Raumfahrers eingedrungen war. Mitte November installierten die Besatzungsmitglieder Josh Cassada und Francisco Rubio ein weiteres Modifizierungskit am Energiekanal 1B des S6-Trägers. Am 3. Dezember 2022 installierten Cassada und Rubio, ein iROSA auf dem S4-Träger und schlossen es an das Stromsystem an. Am 22. Dezember 2022 wurde das andere iROSA auf dem angebracht.

#### 1A/1B
Im Januar und Februar 2023 brachten Koichi Wakata und Nicole Mann in zwei Weltraumspaziergängen die Installation der Modifikationskits für die künftige Aufrüstung der Energiekanäle 1B und 1A zu Ende. Stephen Bowen und Warren Hoburg installierten am 9. Juni 2023 ein verbessertes iROSA auf dem S4-Träger der Station. Am 15. Juni 2023, während Bowens und Hoburgs nächstem Weltraumspaziergang, wurde das andere iROSA auf dem S6-Träger installiert.

#### 2A/3B
Die NASA und Boeing planen ein viertes Paar der iROSAs zur weiteren Verbesserung der Stromversorgung der ISS anzubringen. Diese Arrays, die die siebte und achte Installation auf der Raumstation wären, sollen 2025 zur Raumstation gebracht werden.

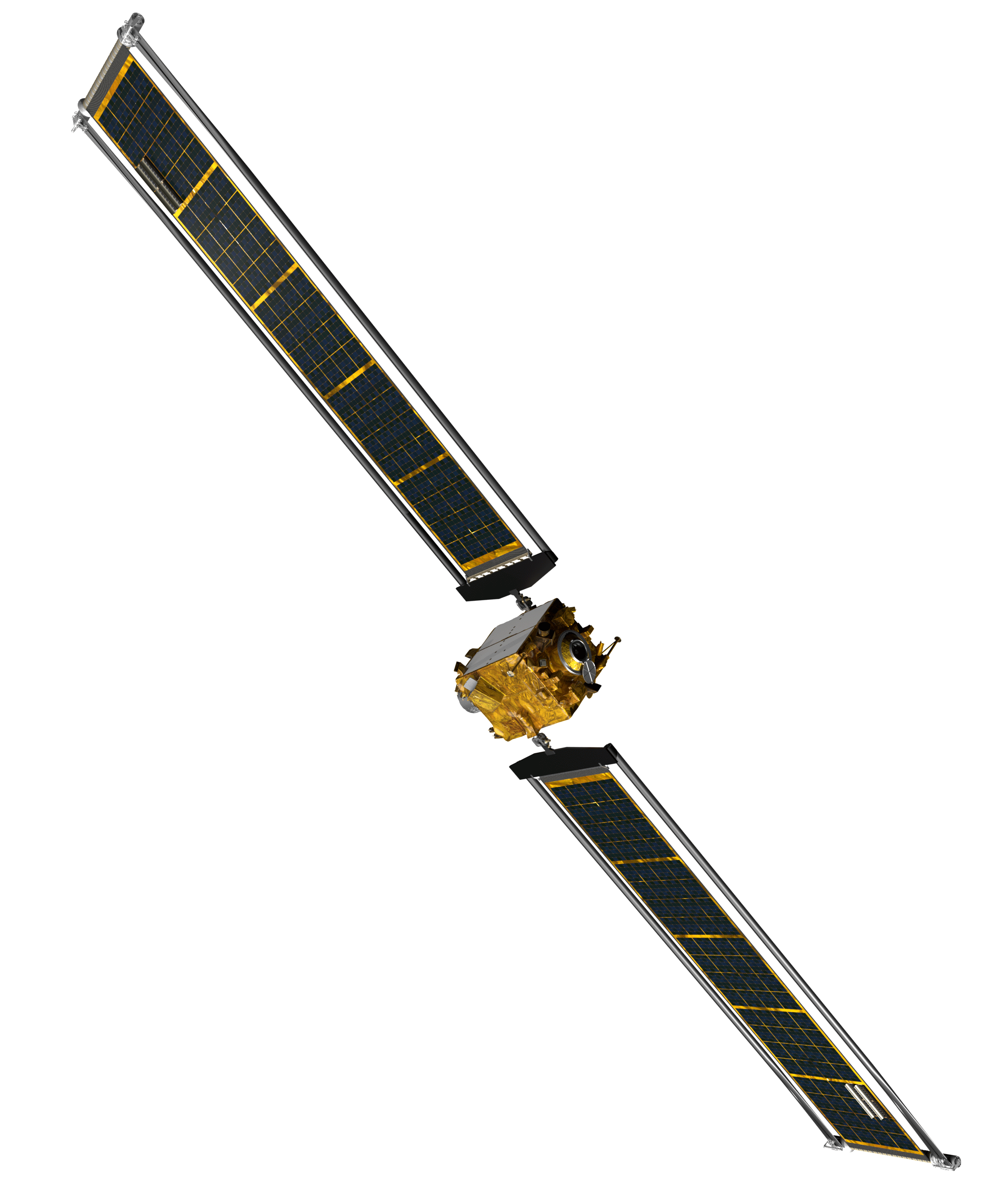
DART mit ausgefahrenen ROSAs

### DART
Am 20. April 2018 gab DSS bekannt, dass die ROSAs für die Nutzung bei der DART-Mission des Johns Hopkins University Applied Physics Laboratory (APL) und der NASA ausgewählt wurde. Für die Mission wurden zwei der Solarmodule verwendet, die im entfalteten Zustand je 8,5 m lang sind und 30 kW Leistung bringen. DART war die erste Sonde, die mit den neuen Arrays flog, und ebnete damit den Weg für deren Einsatz bei künftigen Missionen. Redwire lieferte ROSA im Mai 2021 an das APL und arbeitete einige Wochen lang eng mit dem Team zusammen, um sie auf dem Raumfahrzeug zu installieren. Die Installation wurde am 13. August 2021 abgeschlossen und der Start erfolgte am 24. November.

### Ovzon 3
Die erste kommerzielle Anwendung fanden die Roll Out Solar Arrays auf dem Kommunikationssatellit Ovzon-3 des schwedischen Telekommunikationsunternehmens Ovzon. Der Satellit startete am 3. Januar 2024 mit einer Falcon 9 von SpaceX. An Bord sind zwei ROSAs mit einer Leistung von 5 kW, die wenige Tage nach dem Start ausgefahren wurden.

### In Planung

#### Gateway
Der Lunar Orbital Platform-Gateway ist eine geplante Raumstation von NASA, ESA, JAXA und CSA. Das erste Modul, das Power and Propulsion Element (PPE), soll eine Masse von 8–9 Tonnen haben und in der Lage sein, 50 kW Solarstrom mithilfe von ROSAs für den Hallantrieb zu erzeugen.

#### VSAT
Die Vertical Solar Array Technology (VSAT) des US-amerikanischen Raumfahrtunternehmen Astrobotic Technology soll eine durchgehende Stromversorgung auf dem Mond im Rahmen von LunaGrid ermöglichen. Im März 2023 gab Redwire bekannt, dass man die ROSA-Technologie für das Programm bereitstellen werde. Bei dem durch die NASA gesponsorten Konzept soll ROSA eine nachhaltige und zuverlässige Stromversorgung zur Unterstützung von Aktivitäten und Infrastrukturen auf der Mondoberfläche ermöglichen. Frühestens 2026 soll LunaGrid an den Start gehen.